# 3 Pułk Moździerzy

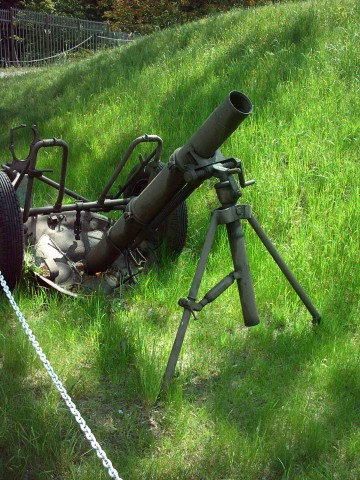
120 mm moździerz wz. 1938

3 pułk moździerzy (3 pm) – oddział artylerii ludowego Wojska Polskiego.
Pułk został sformowany w rejonie Jezior na podstawie rozkazu Naczelnego Dowództwa Wojska Polskiego nr 50 z 10 października 1944. Przysięgę żołnierze pułku złożyli 3 grudnia 1944 w Jeziorach. Za udział w wojnie odznaczony Orderem Aleksandra Newskiego.

## Obsada personalna
Obsada okresu wojny :
- dowódca – mjr Włodzimierz Kowalenko
- zastępca do spraw liniowych – mjr. Tierentij Gruszkin
- zastępca do spraw polityczno-wychowawczych

ppor Czesław Trąbka
por. Stefan Atlas
- szef sztabu – mjr Władysław Galiński

## Skład etatowy
- Dowództwo i sztab
- 2 x dywizjon moździerzy
  - 3 x bateria ogniowa
    - 2 x pluton ogniowy
- park artyleryjski

żołnierzy – 631 (oficerów – 74, podoficerów – 179, kanonierów – 378)
sprzęt:
- moździerze – 36
- rusznice przeciwpancerne – 36
- samochody – 97

## Działania bojowe
Pułk wchodził w skład 2 Armii Wojska Polskiego. W czasie operacji łużyckiej pod miejscowością Mittel Horka ogniem moździerzy odpierał kontratak niemieckich grenadierów. Podczas ataku na Diehsę wspierał ogniem 36 pp. W czasie walk pod Budziszynem zajmował obronę w ugrupowaniu z 8 Dywizji Piechoty, obok 25 batalionu saperów i 98 pułku artylerii rakietowej na lewym skrzydle armii. 21 kwietnia pułk wspierał tzw. „zgrupowanie drezdeńskie”, a 30 kwietnia wspólnie z innymi jednostkami armii organizował obronę od Zeschy, Holschdubrau, Luppadubrau do Droben.